# Le Chanteur de Gaza
Pour plus de détails, voir Fiche technique et Distribution.
Le Chanteur de Gaza (يا طير الطاير, Ya tayr el tayer) est un film palestinien réalisé par Hany Abu-Assad, sorti en 2015.

## Fiche technique
- Titre français : Le Chanteur de Gaza
- Titre original : يا طير الطاير, Ya tayr el tayer
- Titre anglais : The Idol
- Réalisation : Hany Abu-Assad
- Scénario : Hany Abu-Assad et Sameh Zoabi
- Pays d'origine : Palestine, Royaume-Uni, Pays-Bas, Qatar
- Format : Couleurs - 35 mm - 2,35:1
- Genre : comédie dramatique et biopic
- Durée : 100 minutes
- Date de sortie :
  - France : 10 mai 2017

## Distribution
- Tawfeek Barhom : Mohammed Assaf
- Kais Attalah : Mohammed Assaf jeune
- Hiba Attalah : Nour
- Ahmad Qasem : Ahmad jeune
- Abdel Kareem Barakeh : Omar jeune
- Teya Hussein : Amal jeune
- Dima Awawdeh : Amal
- Ahmed Al Rokh : Omar
- Saber Shreim : Ahmad
- Amer Hlehel : Kamal
- Manal Awad : mère de Mohammed
- Walid Abed Elsalam : mère de Mohammed

## Accueil

### Accueil critique
L'accueil critique est positif : le site Allociné recense une moyenne des critiques presse de 3,3/5, et des critiques spectateurs à 3,8/5. 

### Box-office
- France : 41 167 entrées[2]